# 아남브라주

아남브라주의 위치

아남브라주(영어: Anambra State)는 나이지리아의 남동부에 있는 주로, 주도는 아우카이다. 면적은 4,844km2이며, 인구는 4,055,048명(2006년)이다. 1991년 8월 27일 에누구주에서 분리되어 신설되었다. 서쪽으로는 델타주, 남쪽으로는 이모주와 리버스주, 동쪽으로는 에누구주, 북쪽으로는 코기주와 접한다.
이름의 기원은 발음하는 데에 있어 이용된 방언에 의존하여 쉽게 '아남브라강'이라 불렀던 오맘발라강으로부터 비롯되었다. 오맘발라강은 아남브라주의 북부에 위치하며, 유명한 나이저강에 뻗친다.